# Савіно Белліні
Савіно Белліні (італ. Savino Bellini, 1 грудня 1913, Портомаджоре — 6 листопада 1974, Портомаджоре) — італійський футболіст, що грав на позиції нападника. По завершенні ігрової кар'єри — тренер.
Виступав, зокрема, за клуб «Ювентус».
Дворазовий володар Кубка Італії.

## Ігрова кар'єра
Народився 1 грудня 1913 року в місті Портомаджоре. Вихованець футбольної школи клубу «Портуенсе». У дорослому футболі дебютував 1931 року виступами за команду «Портуенсе», в якій провів три сезони.
Згодом з 1934 по 1937 рік грав у складі команд СПАЛ та «Новара».
В 1937 році приєднався до команди «Ювентус». Відіграв за «стару сеньйору» наступні сім сезонів своєї ігрової кар'єри. Найбільш вдалим для нападника став перший сезон у новій команді, коли він був твердим гравцем основи. Цього ж сезону він виграв титул володаря Кубка Італії. У тому розіграші Белліні зіграв 5 матчів і забив 2 голи. Обидва голи забив у першому фінальному матчі проти земляків з «Торіно», коли його команда перемогла з рахунком 3:1. В матчі-відповіді «Юве» також переміг — 2:1.
Влітку 1938 року брав участь у матчах Кубка Мітропи. «Ювентус» в 1/8 фіналу переміг за сумою двох матчів Хунгарію (Будапешт) (3:3, 6:1), а Белліні забив у кожному з матчів. В чвертьфіналі туринці перемогли Кладно (4:2, 2:1), а в півфіналі без участі Савіно програли «Ференцварошу» (3:2, 0:2).
В тому ж 1938 році отримав виклик у збірну Італії. Але на тренуванні у таборі національної команди отримав травму, після якої його кар'єра помітно пішла на спад.
Ще один титул володаря Кубка Італії виграв 1942 року. Цього разу туринський клуб у фіналі переміг «Мілан» — 1:1 (гол забив Белліні) і 4:1.
Протягом 1943—1946 років захищав кольори клубів «Мілан», «Варезе» та «Інтернаціонале».
Завершив ігрову кар'єру у команді СПАЛ, у складі якої вже виступав раніше. Повернувся до неї 1946 року, захищав її кольори до припинення виступів на професійному рівні у 1948.

## Кар'єра тренера
Розпочав тренерську кар'єру, повернувшись до футболу після невеликої перерви, 1955 року, очоливши тренерський штаб клубу «Фаенца». Досвід тренерської роботи обмежився цим клубом.
Помер 6 листопада 1974 року на 61-му році життя у місті Портомаджоре.

## Статистика виступів

### Статистика виступів у кубку Мітропи
| №                      | Розіграш               | Стадія                 | Дата та місце проведення | Команда 1              | Рахунок | Команда 2           | Голи та інші дії |
| ---------------------- | ---------------------- | ---------------------- | ------------------------ | ---------------------- | ------- | ------------------- | ---------------- |
| 1                      | 1938                   | 1/8                    | 26.06.1938, Будапешт     | Хунгарія (Будапешт)    | 3:3     | Ювентус             | 40'              |
| 2                      | 1938                   | 1/8                    | 3.07.1938, Турин         | Ювентус                | 6:1     | Хунгарія (Будапешт) | 62'              |
| 3                      | 1938                   | 1/4                    | 10.07.1938, Турин        | Ювентус                | 4:2     | Кладно              |                  |
| 4                      | 1938                   | 1/4                    | 17.07.1938, Кладно       | Кладно                 | 1:2     | Ювентус             |                  |
| Всього у кубку Мітропи | Всього у кубку Мітропи | Всього у кубку Мітропи | Всього у кубку Мітропи   | Всього у кубку Мітропи | 4       |                     | 2                |

## Титули і досягнення
- Володар Кубка Італії (2):

«Ювентус»: 1937/38, 1941/42